# تشارلز بينيت (دبلوماسي)
تشارلز بينيت (بالإنجليزية: Charles Moihi Te Arawaka Bennett)‏ هو دبلوماسي نيوزيلندي، ولد في 27 يوليو 1913 في روتوروا في نيوزيلندا، وتوفي في 26 نوفمبر 1998 في تاورانجا في نيوزيلندا.